# Ривароло-дель-Ре-ед-Уніті
Ривароло-дель-Ре-ед-Уніті (італ. Rivarolo del Re ed Uniti) — муніципалітет в Італії, у регіоні Ломбардія, провінція Кремона.
Ривароло-дель-Ре-ед-Уніті розташоване на відстані близько 390 км на північний захід від Рима, 115 км на південний схід від Мілана, 37 км на схід від Кремони.
Населення — 2017 осіб (2014).

## Демографія
Населення за роками:

Станом на 1 січня 2023 року в муніципалітеті офіційно проживало 186 іноземців з 22 країн, серед них 55 громадян країн Євросоюзу та 4 громадяни України.

## Сусідні муніципалітети
- Казальмаджоре
- Кастельдідоне
- Ривароло-Мантовано
- Саббйонета
- Спінеда